# Будинок-музей А.П. Чехова (парк-пам'ятка садово-паркового мистецтва)
Буди́нок-музе́й А.П. Че́хова — парк-пам'ятка садово-паркового мистецтва місцевого значення в Україні. Об'єкт природно-заповідного фонду Сумської області. 
Розташований у місті Суми, на вулиці Чехова, 94 (в історичному мікрорайоні «Лука»). 
Площа 2,3 га. Статус присвоєно згідно з рішенням облради від 24.01.2014 року «Про зміни в мережі ПЗФ області». Перебуває у віданні: Комунальний заклад Сумської обласної ради «Меморіальний будинок-музей А.П. Чехова в м. Суми». 
Статус присвоєно для збереження парку при колишній садибі родини Линтварьових, на території якого тепер розташований «Будинок-музей А.П. Чехова». Територія парку займає частину борової тераси річки Псел між вулицями Чехова та Івана Франка.

## Галерея

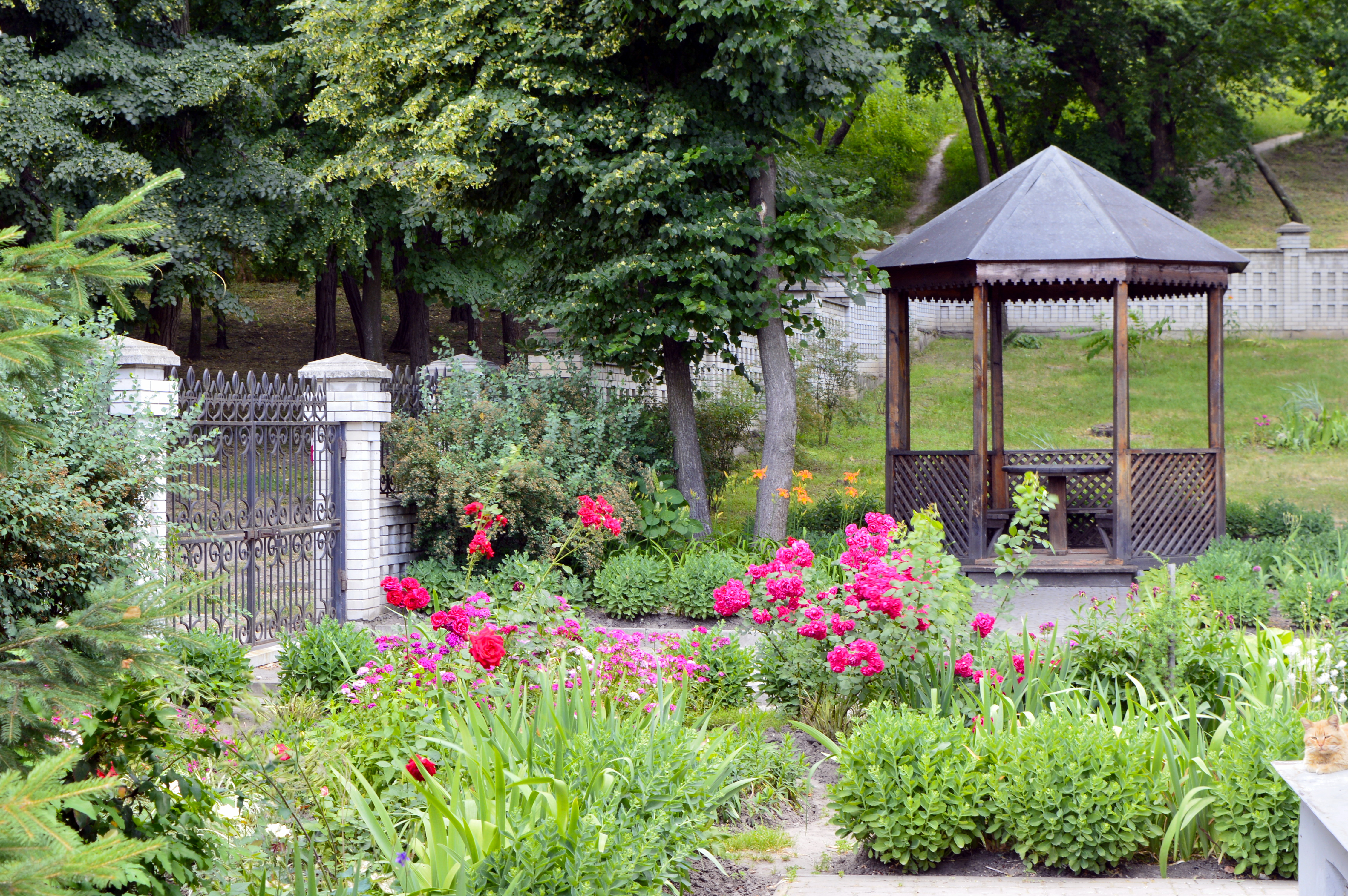
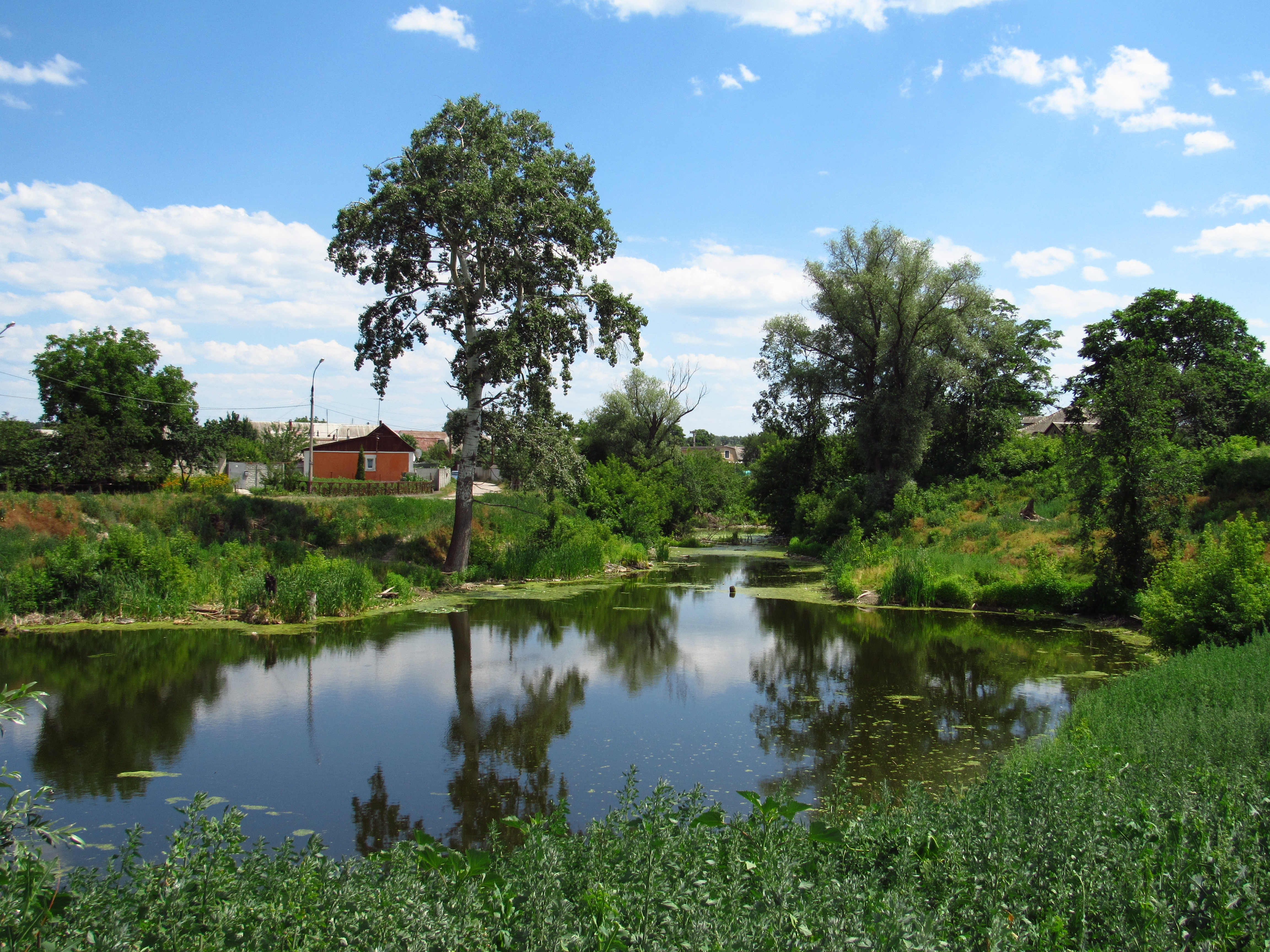
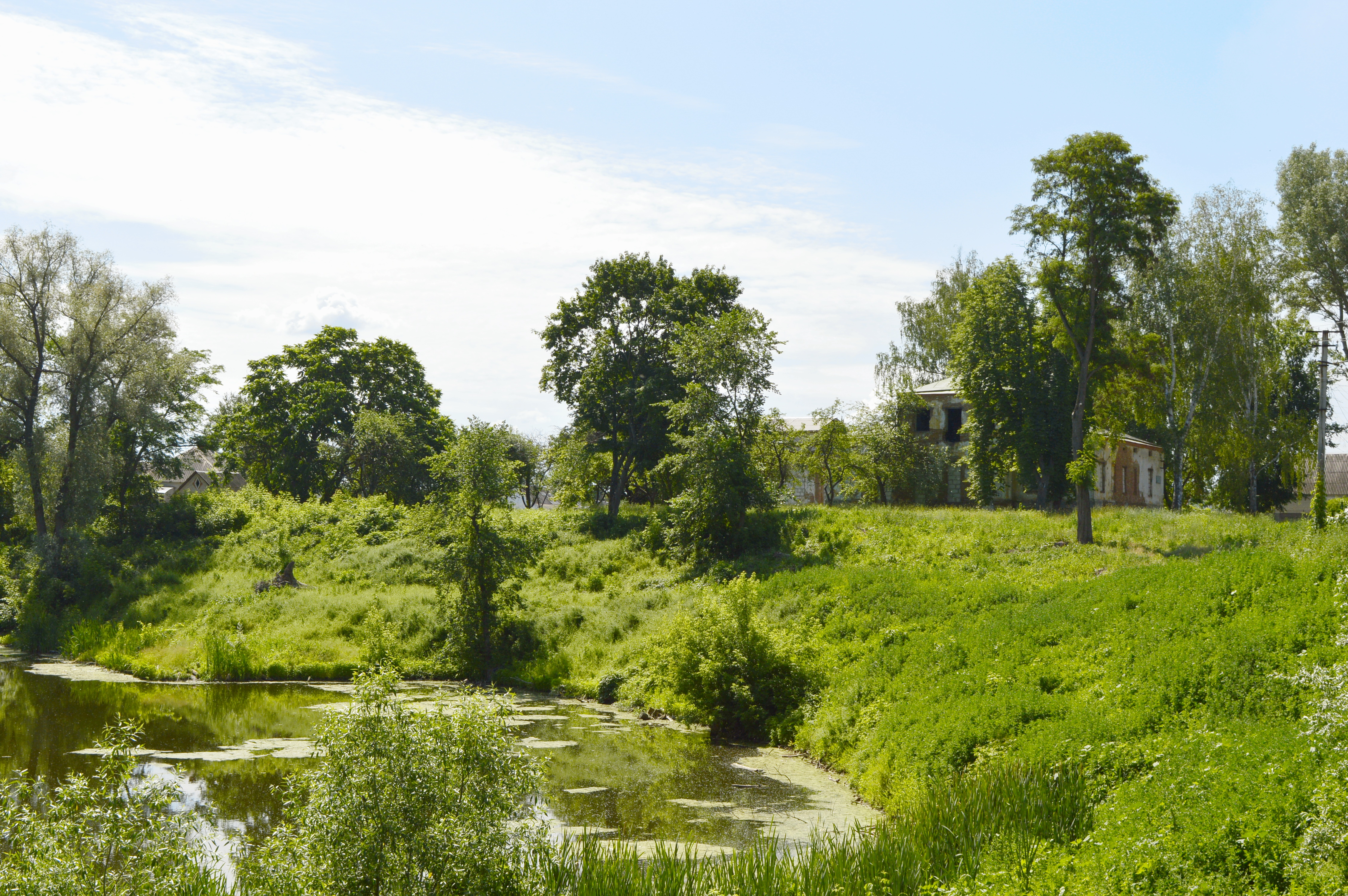
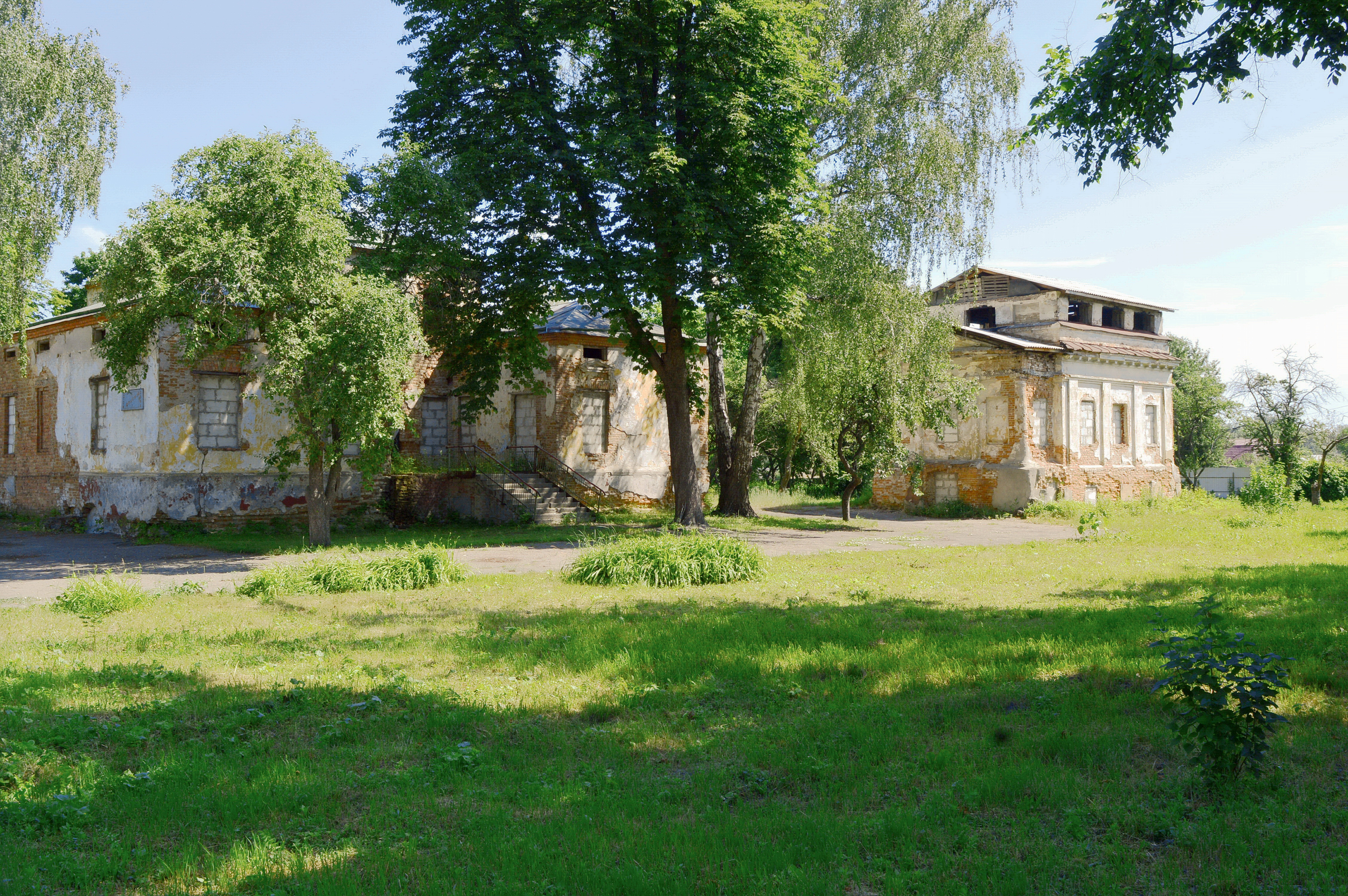